# Olonzac
Olonzac en idioma francés, Lonzac en occitano , es una localidad y comuna francesa, situada en el departamento francés de Hérault y la región de Languedoc-Roussillon.
Sus habitantes reciben el gentilicio de Olonzaguais.

## Demografía
| 1910 | 1856 | 1705 | 1633 | 1569 | 1568 |
| Para los censos de 1962 a 1999 la población legal corresponde a la población sin duplicidades (Fuente: INSEE [Consultar]) |      |      |      |      |      |